# قلعه دختر (فردوس)
قلعه دختر، قلعه‌ای به‌جای مانده از اسماعیلیان و مربوط به سده‌های پنجم و ششم هجری قمری است که در ۸ کیلومتری شمال غرب فردوس و ۲ کیلومتری روستای حسن‌آباد قرار دارد. این اثر با شماره ۲۹۹۳۲ در فهرست آثار ملی ایران به ثبت رسیده است.

## ساختمان قلعه
این قلعه بر بالای کوهی ساخته شده است که اهالی روستای حسن‌آباد آن را قلعه دختر می‌نامند. این قلعه، دارای چند حصارسنگی است و در آن آثاری از حمام و برج و بارو و میخ‌های بزرگ آهنی مشاهده می‌شود. در روبروی این کوه، کوه دیگری است که شاه مرغان نامیده می‌شود و در زمستان از دهانهٔ چاهی که بر قله آن است دودی مشاهده می‌شود به نظر می‌رسد بخار آب باشد.
این قلعه دارای تونلی آجری است که به کوه قلعه، یکی دیگر از قلعه‌های تاریخی اسماعیلیان، متصل است و این راه زیرزمینی این دو قلعه را به وسیله یک راه زیرزمینی دیگر به وسط شهر تاریخی تون متصل می‌کند. در داخل این تونل زیرزمینی که پس از زمین‌لرزهٔ سال ۱۳۴۷ کشف شد، اجساد بسیاری از مردگان یافت شد که در کنار هم در داخل این تونل چیده شده و دارای کفن‌هایی با آثار اسلامی و آیات قرآن بودند.